# Lapsus$
Lapsus$是一个活跃中的黑客组织，该组织可能位于南美，曾攻击过微软、三星电子、英伟达、Vodafone、育碧和巴西卫生部等公司、组织的网络系统，获取数据来胁迫目标、索取赎金。该组织建立有自己的Telegram频道进行宣传。
该组织曾发布过招聘信息，以收买目标公司内部人员的方式，获取目标公司的内部数据.

## 入侵记录

### 英伟达
2022年2月24日，Lapsus$披露其成功攻击英伟达，并于2月28日公开了20GB的英伟达内部数据。同年3月1日，英伟达回应其确于2月23日发生了网络安全事件，尽管威胁方获取到了其内部数据，但并未发现被勒索软件攻击的证据。此后，Lapsus$公开了约1TB的英伟达数据和更多详细信息，并限期要求英伟达于3月4日前永久开源其所有显卡驱动、解除其对NVIDIA 30系列显卡的挖矿限制，以避免其曝光包括RTX 3090Ti显卡在内的显卡数据。

### 微软
北美时间2022年3月20日，Lapsus$在其Telegram频道发布了一张截图，表明他们入侵了微软的Azure DevOps服务器，其中包含Bing、Cortana和其他各种内部项目的源代码，但随后该组织将截图删除，并表示“暂时删除，稍后再发布”。北美时间21日晚，该组织公开了9GB的文件，其内容多与Bing源代码、Bing Maps和Cortana代码有关，微软方面表示正在调查此事件。